# Колхозная Ахтуба
Колхозная Ахтуба — посёлок в Среднеахтубинском районе Волгоградской области, административный центр Ахтубинского сельского поселения. Основан в 1939 году.
Население — 1261 чел. (2010).

## География
Посёлок расположен на правом берегу Ахтубы в пределах Волго-Ахтубинской поймы, на высоте 5 метров ниже уровня мирового океана. Почвы пойменные луговые.
По автомобильной дороге расстояние до областного центра города Волгограда составляет 25 км, до города Краснослободск — 18 км, до районного центра посёлка Средняя Ахтуба — 7 км. Через посёлок проходит автодорога Волгоград — Средняя Ахтуба.
Климат
Климат резко-континентальный, засушливый (согласно классификации климатов Кёппена-Гейгера — Dfa). Среднегодовая температура воздуха положительная и составляет + 8,6 °C, средняя температура самого холодного месяца января - 7,3 °C, самого жаркого месяца июля + 24,6 °C. Расчётная многолетняя норма осадков — 382 мм. Наименьшее количество осадков выпадает в апреле (23 мм), наибольшее в июне (37 мм) и декабре (38 мм).
Часовой пояс
Колхозная Ахтуба, как и вся Волгоградская область, находится в часовой зоне МСК (московское время). Смещение применяемого времени относительно UTC составляет +3:00.

## Население
| 2010 |
| ---- |
| 1261 |